# Большой опал Людовика XVIII
Большой опал Людовика XVIII (фр. Grande opale de Louis XVIII) — исторический драгоценный камень, драгоценный белый опал из числа сокровищ французской короны. Он овальной формы, весит 77 карат и является частью броши с бриллиантами. В настоящее время опал хранится в парижском Национальном музее естественной истории.

## История камня

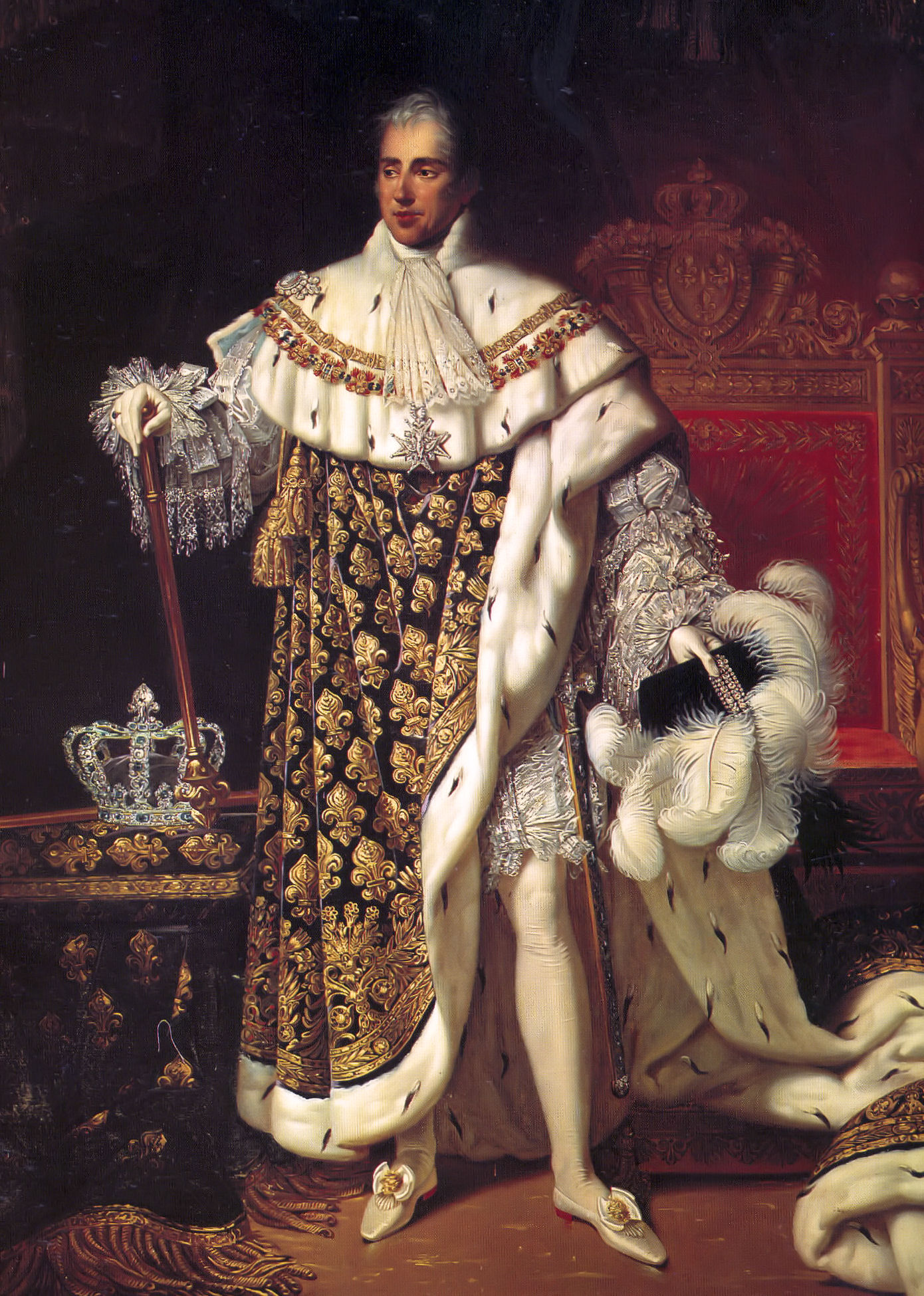
Карл X в своём коронационном облачении. Застёжка с опалом на правом плече

Людовик XVIII купил этот опал в 1818 году в Венгрии — там располагалось наиболее известное на тот момент месторождение опалов, Червеница-Дубник (сейчас это территория Словакии). Он использовался Карлом X, братом и преемником Людовика XVIII, в качестве застежки его коронационного плаща во время пышной церемонии коронации в 1825 году, а в 1853 году был установлен в брошь с 48 небольшими бриллиантами, сделанную для императрицы Евгении, — в этой оправе опал находится по сей день. В 1887 году Большой опал Людовика XVIII вместе со многими другими другими драгоценностями французской короны был продан на публичном аукционе, организованном правительством Третьей республики, но впоследствии его удалось вернуть, и он был передан в коллекцию Национального музея естественной истории в Париже.